# Kissel

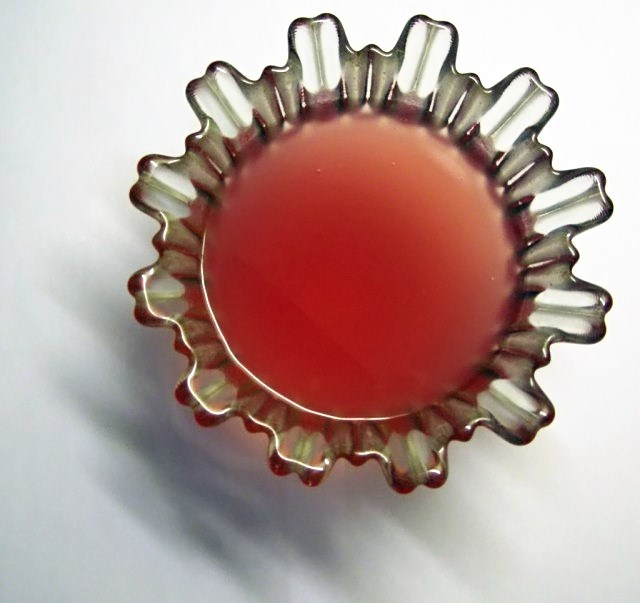
kisel roșu

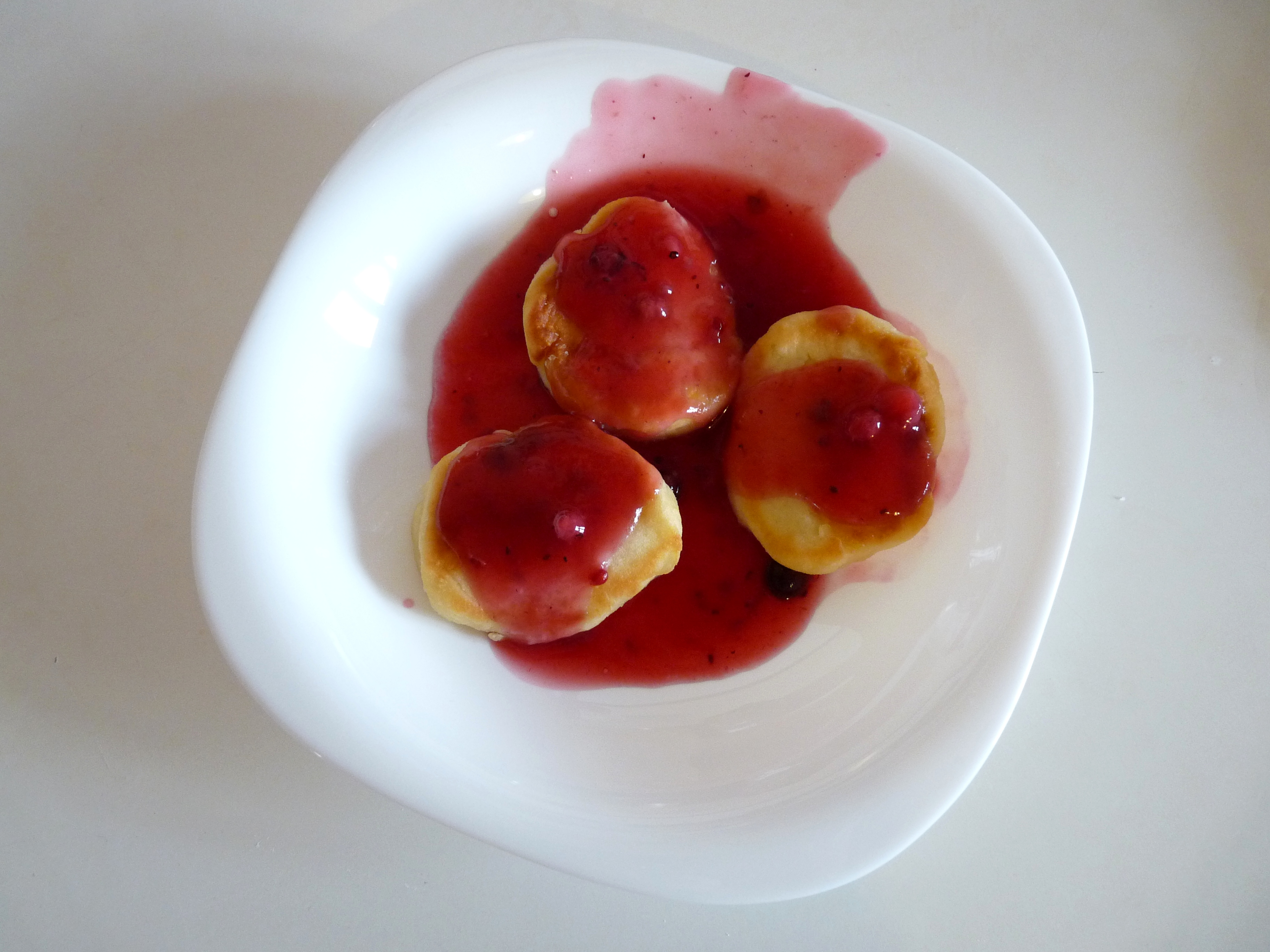
Syrniki rusesc acoperit cu Kissel

Kissel sau kisel (rusă: кисель, transliterat kisél, ucraineană: кисiль, poloneză: kisiel, lituaniană: kisielius, letonă: ķīselis, finlandeză: kiisseli, estoniană: kissell) este un suc de fructe, popular ca desert în Europa de Est și de Nord. Este similar cu băutura daneză rødgrød sau germană Rote Grütze. Se prepară mai ales din fructe uscate: mere, pere, prune, etc.